# Noah Blasucci
Noah Matteo Blasucci (* 19. Juni 1999 in Aadorf) ist ein schweizerisch-italienischer Fussballspieler.

## Karriere

### Verein
Blasucci spielte zuerst beim SC Aadorf und wechselte 2009 zum FC Wil. Ab 2013 spielte er beim Nachwuchs des FC St. Gallen. In St. Gallen debütierte er 2016 in der zweiten Mannschaft in der dritthöchsten Liga. 2018 wechselte Blasucci für ein Jahr zum FC Vaduz. Dort absolvierte er vier Spiele in der zweithöchsten Liga. Bereits im Januar 2019 wechselte Blasucci weiter in die höchste Schweizer Liga zum FC Sion. Dort kam er trotz eines zweijährigen Vertrages mit Option auf ein Jahr Verlängerung nur einmal zum Einsatz. Anschliessend wechselte Blasucci nach Chiasso in die zweithöchste Liga. 2020 wechselte er nach kurzer Vereinslosigkeit zum FC Rapperswil-Jona. Wie bereits in Chiasso kam er auch am Zürichsee nicht zu einem Einsatz. Im Sommer 2020 wurde Blasucci beim FC Wil mit einem Vertrag bis Dezember 2020 ausgestattet. In der Sommerpause 2021 wechselte Blasucci zum SC Brühl in die drittklassige Promotion League. 2022 wechselte er zu den Grasshoppers und spielte vor allem für die zweite Mannschaft in der drittklassigen Promotion League.
2024 unterzeichnete Blasucci einen Vertrag beim SC YF Juventus Zürich.

### Nationalmannschaft
Blasucci spielte in diversen Nachwuchsteams des Schweizerischen Fussballverbandes.